# Stenomicra rufithorax
Stenomicra rufithorax är en tvåvingeart som beskrevs av Curtis W. Sabrosky 1975. Stenomicra rufithorax ingår i släktet Stenomicra och familjen savflugor. Inga underarter finns listade i Catalogue of Life.